# Zate... uspešnice Marina Legoviča
Zate... uspešnice Marina Legoviča je kompilacijski album Marina Legoviča. Album vsebuje 12 uspešnic, ki jih je napisal Marino Legovič, skladbo »Po praznikih diši« pa so izvedli vsi sodelujoči izvajalci.

## Seznam skladb
| Št. | Naslov                                                                    | Izvajalec                    | Dolžina |
| --- | ------------------------------------------------------------------------- | ---------------------------- | ------- |
| 1.  | „Zate‟ (Marino Legovič/Drago Mislej/Bazar)                                | Bazar                        | 4:10    |
| 2.  | „Plima‟ (Marino Legovič/Drago Mislej/Marino Legovič)                      | Anika Horvat                 | 4:13    |
| 3.  | „Rad bi bil spet tvoj‟ (Marino Legovič/Janez Zmazek - Žan/Marino Legovič) | Jan Plestenjak               | 3:34    |
| 4.  | „Lahko noč, Piran‟ (Marino Legovič/Drago Mislej/Marino Legovič)           | Anika Horvat                 | 4:08    |
| 5.  | „Če se bojiš neba‟ (Marino Legovič/Drago Mislej/Marino Legovič)           | Alenka Godec in Davor Petraš | 3:31    |
| 6.  | „Moja zvezda‟ (Marino Legovič/Lara Baruca/Marino Legovič)                 | Lara Baruca                  | 3:17    |
| 7.  | „Najlepša so jutra‟ (Marino Legovič/Drago Mislej/Marino Legovič)          | Karamela                     | 4:00    |
| 8.  | „Ko samota boli‟ (Marino Legovič/Dušan Urbanc/Marino Legovič)             | Tulio Furlanič               | 3:26    |
| 9.  | „Odkar si šla‟ (Marino Legovič/Damjana Kenda Hussu/Marino Legovič)        | Matjaž Jelen                 | 2:58    |
| 10. | „Fehtarji‟ (Marino Legovič/Drago Mislej/Ansambel Slapovi)                 | Ansambel Slapovi             | 2:40    |
| 11. | „Zakaj‟ (Marino Legovič/Drago Mislej/Marino Legovič)                      | Tinkara Kovač                | 2:51    |
| 12. | „The End‟ (Marino Legovič/Drago Mislej/Marino Legovič)                    | Bazar                        | 4:08    |
| 13. | „Po praznikih diši‟ (Marino Legovič/Damjana Kenda Hussu/Marino Legovič)   | Vsi izvajalci                | 3:47    |

## Zasedba pri skladbi "Po praznikih diši"
- Marino Legovič – klavir, sintetizator, zvončki, godala, rogovi, timpani
- Sergej Ranđelović – bobni
- Jani Hace – bas
- Zdenko Cotič – akustična kitara
- Marjan Malikovič – električna kitara
- Martin Štibernik – harmonika
- Tulio Furlanič – govor
- Vsi – zbori